# Рамэн
Рaмэн (яп. ラーメン、拉麺、柳麺 ра:мэн, [ɺaːmeɴ]о файле) — японское блюдо с пшеничной лапшой. Представляет собой недорогое блюдо быстрого питания, обладающее большой энергетической ценностью. Считается блюдом японской, китайской и корейской кухонь. В Японии рестораны, в которых в качестве основного блюда подают рамэн, называются рамэнъя (яп. ラーメン屋 ра:мэн я).

## История
Само слово «рамэн» происходит от двух китайских иероглифов «ламянь» (кит. трад. 拉麺, упр. 拉面, пиньинь lāmiàn, палл. ламянь), которые в японском читаются как «ра» и «мэн» и значат «вытягивать» и «лапша» соответственно. То же слово в Центральной Азии произносится как лагман. Рамэн — одно из блюд, пришедших в Японию из Китая, и способ приготовления лапши несколько отличается от дунганского и среднеазиатского, поэтому китайцы называют рамэн «японский ламянь» (кит. трад. 日式拉麵, упр. 日式拉面, пиньинь Rìshì lāmiàn, палл. Жиши ламянь).
Родина рамэна — Китай, и в Японии её также называют тюка-соба (китайская лапша), в Корее — рамён (кор. 라면?, 拉麵?).
Всплеск популярности рамэна в Японии отмечался в 1970-х годах, когда среди японцев стал популярен внутренний туризм. Рамэн быстро стал самым знаменитым блюдом. Японские варианты рамэна разнообразны: на основе бульона из мисо (Саппоро), густой — из бульона на свиных косточках (Кумамото), лёгкий — на курином бульоне (Иватэ). Они стали доступны повсюду. Когда это блюдо впервые появилось в Японии, его в основном продавали в маленьких уличных кафе-ларьках «рамэн-я». На сегодняшний день рамэн всё ещё продают в рамэн-я, но в последнее время его стали подавать и в кафе, и в ресторанах и даже в специальных торговых автоматах, схожих с кофейными автоматами.

### В фастфуде
Первой разновидностью рамэна, получившей общенациональное признание, стал «Саппоро Рамэн» на наваристом жирном курином или рыбном бульоне с большим количеством мисо и заправленный сливочным маслом, проростками сои, кукурузой и ломтиками буженины. Недорогая и сытная лапша стала популярным блюдом. В первую половину 1990-х годов рамэн пережил невиданный рост популярности по всей стране, особенно в крупных городах, телеканалы выпускали специальные ролики, посвящённые этой лапше.
Кроме того, помимо свежего рамэна существует также и параллельный бум лапши быстрого приготовления — так называемого «мгновенного рамэна». Это блюдо было изобретено в 1954 году в Осаке натурализовавшимся в Японии выходцем с Тайваня Момофуку Андо. Оно приобрело даже бо́льшую популярность, чем свежий вариант, и, подобно пицце, превратилось в интернациональный продукт.
В 2013 году в мире потреблялось порядка 100 миллиардов упаковок лапши быстрого приготовления в год, а в 2000 году, согласно проведённому в Японии опросу общественного мнения, «мгновенный рамэн» был признан величайшим японским изобретением XX века.

## Компоненты и технология приготовления рамэна

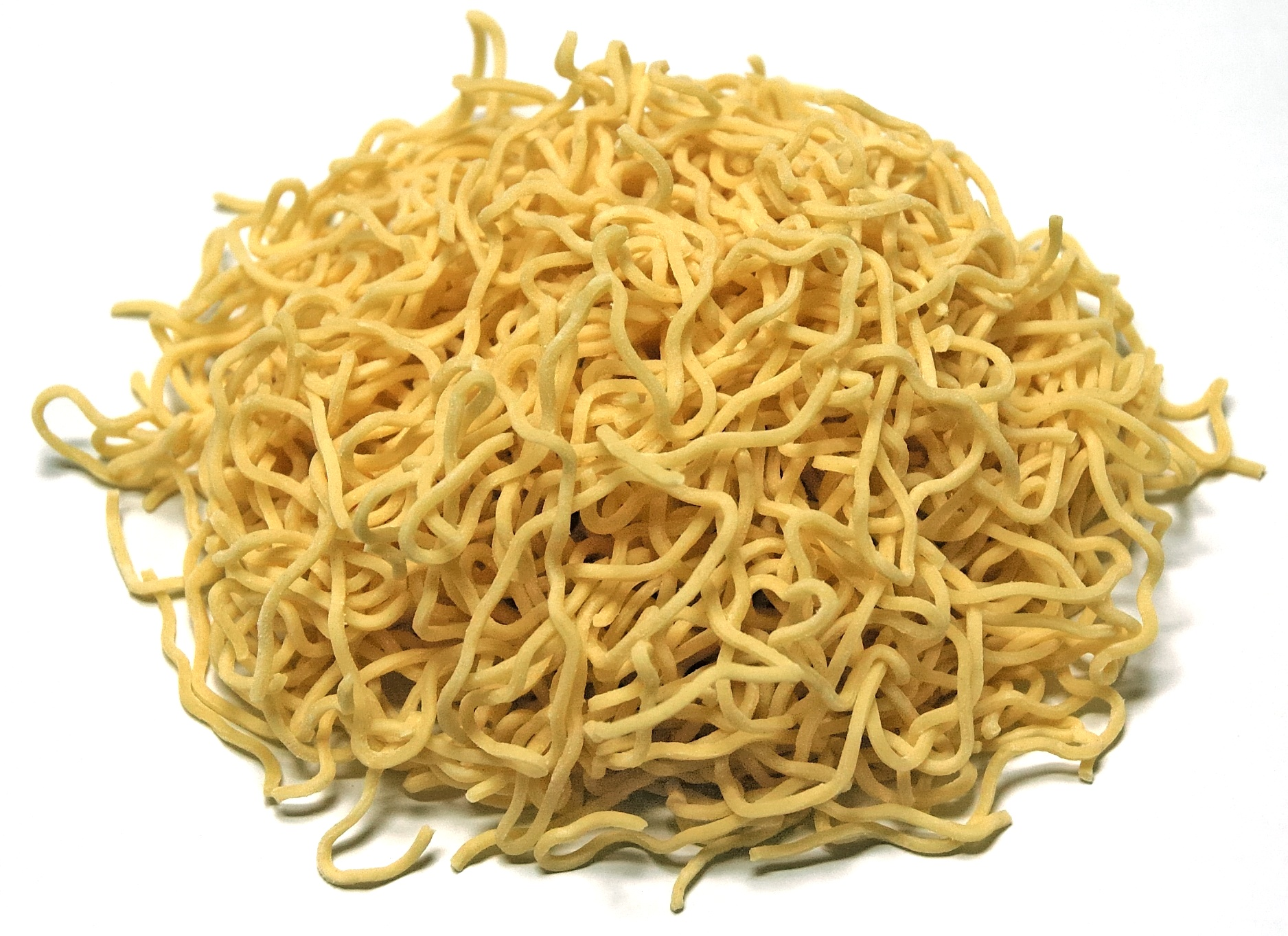
Лапша

Рамэн состоит из пшеничной лапши в бульоне, сверху которого могут класть различные добавки: по-особому приготовленная свинина, называемая тясю (яп. 叉焼, チャーシュー тя:сю:), камабоко; соленья (цукэмоно): побеги бамбука (мэмма), маринованные грибы шиитаке, ростки бобов мунг и такие овощи как шпинат, зелёный лук или комацуна (сорт китайской капусты). Иногда в рамэн добавляется нарутомаки (вид камабоко) или само камабоко, нори и яйца (варёные или жареные).
Большинство видов лапши для рамэна делается из четырёх основных компонентов: пшеничной муки, соли, воды и кансуй (яп. 鹹水). Стандартный кансуй представляет собой смесь карбоната калия (K2CO3) и карбоната натрия (Na2CO3) в различных пропорциях в порошковой или разведённых в воде формах. Основные свойства кансуя заключаются в замедлении процесса порчи готовой лапши и активизации работы энзимов при её переваривании (в зависимости от комбинации составных частей кансуй может придавать лапше твёрдость или окрашивать её в жёлтый цвет). Сам термин «кансуй» (букв. «солёная вода») родом из Внутренней Монголии, где некоторые озёра имеют сходный химический состав. Считалось, что вода из той местности идеально подходила для приготовления рамэна.
В некоторых случаях в тесто также добавляют куриные яйца (сырые или в порошковой форме). При изготовлении вручную тесто вымешивают, а потом формируют из него полоски цилиндрической формы. Каждую полоску вытягивают в тонкую нитку, потом складывают пополам и каждую из половинок вытягивают снова — так получается всё большее число всё более тонких нитей.
Наряду с традиционными ручными методами изготовления рамэна многие рестораны и производители применяют автоматические машины, работающие по раскатному принципу. Сначала из тестовой смеси изготавливается тестовая лента (для придания лапше прочности и упругости иногда две тестовых ленты первого проката соединяют вместе), которая потом постепенно сужается до желаемой толщины, а потом разрезается на готовую лапшу на автоматическом резаке. Для многих видов рамэна, особенно с низким содержанием влажности (менее 30 %), таких как Хаката, именно машинное производство выступает единственным практически возможным способом изготовления, учитывая необходимость приложения чрезвычайно большого давления для формирования тестового листа/ленты. Специализированные автоматические раскатные аппараты для изготовления рамэна, производимые такими компаниями, как Ямато (Yamato MFG.), появились в Японии со второй половины XX века.

### Приготовление рамэна
1. Варится бульон для рамэна. Основные типы бульонов, используемые для приготовления: рыбный (в основном из акульих плавников), бульон даси (из рыбного концентрата и сушёных водорослей), мясной бульон (из говядины, свинины или курятины). Почти во все типы бульонов при варке добавляются коренья, овощи и различные приправы. 
По классификации бульонов различают 4 основных типа рамэна: сио рамэн (бульон с добавлением соли), мисо рамэн (в бульон добавляется мисо), сёю рамэн (с добавкой соевого соуса) и тонкоцу рамэн (бульон, сваренный на свиных костях, жире и хрящах).
2. Отдельно отваривается лапша.
3. В пиалу выкладывается отваренная лапша и заливается бульоном. Сверху на лапшу выкладываются остальные компоненты: тясю, яйца, соленья и овощи, нори, нарутомаки или камабоко. Едят рамэн при помощи палочек, также подаётся фарфоровая или фаянсовая ложка особой формы (т. н. «китайская ложка»), чтобы пить бульон.

## Галерея

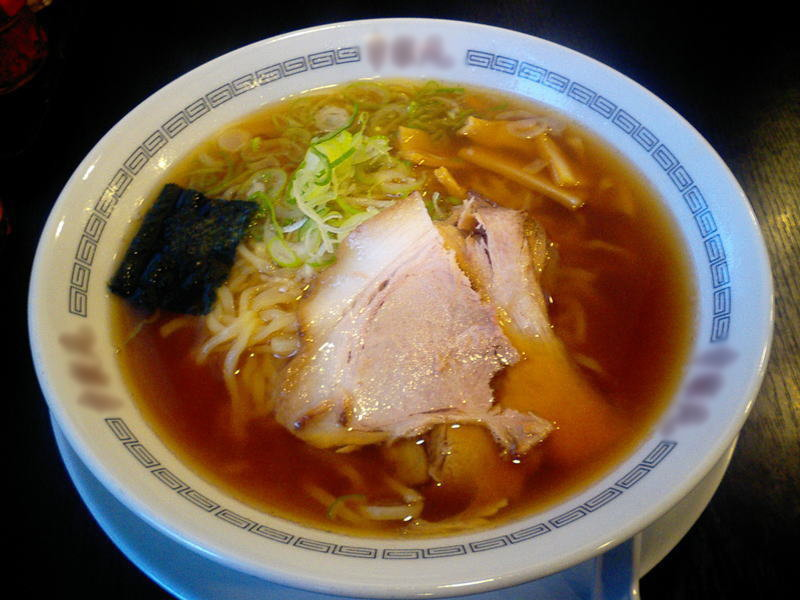
Соя-рамэн
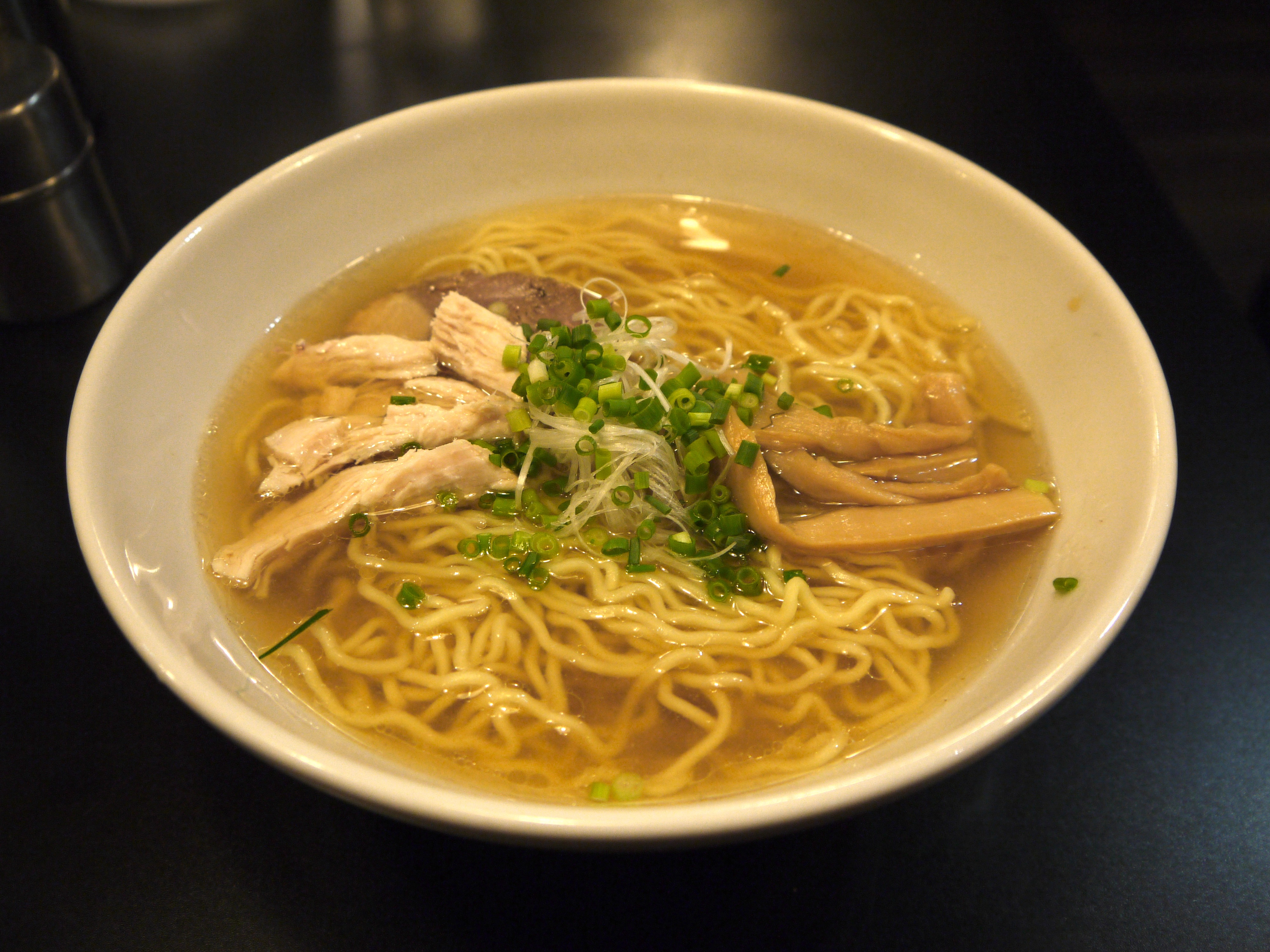
Сио-рамэн
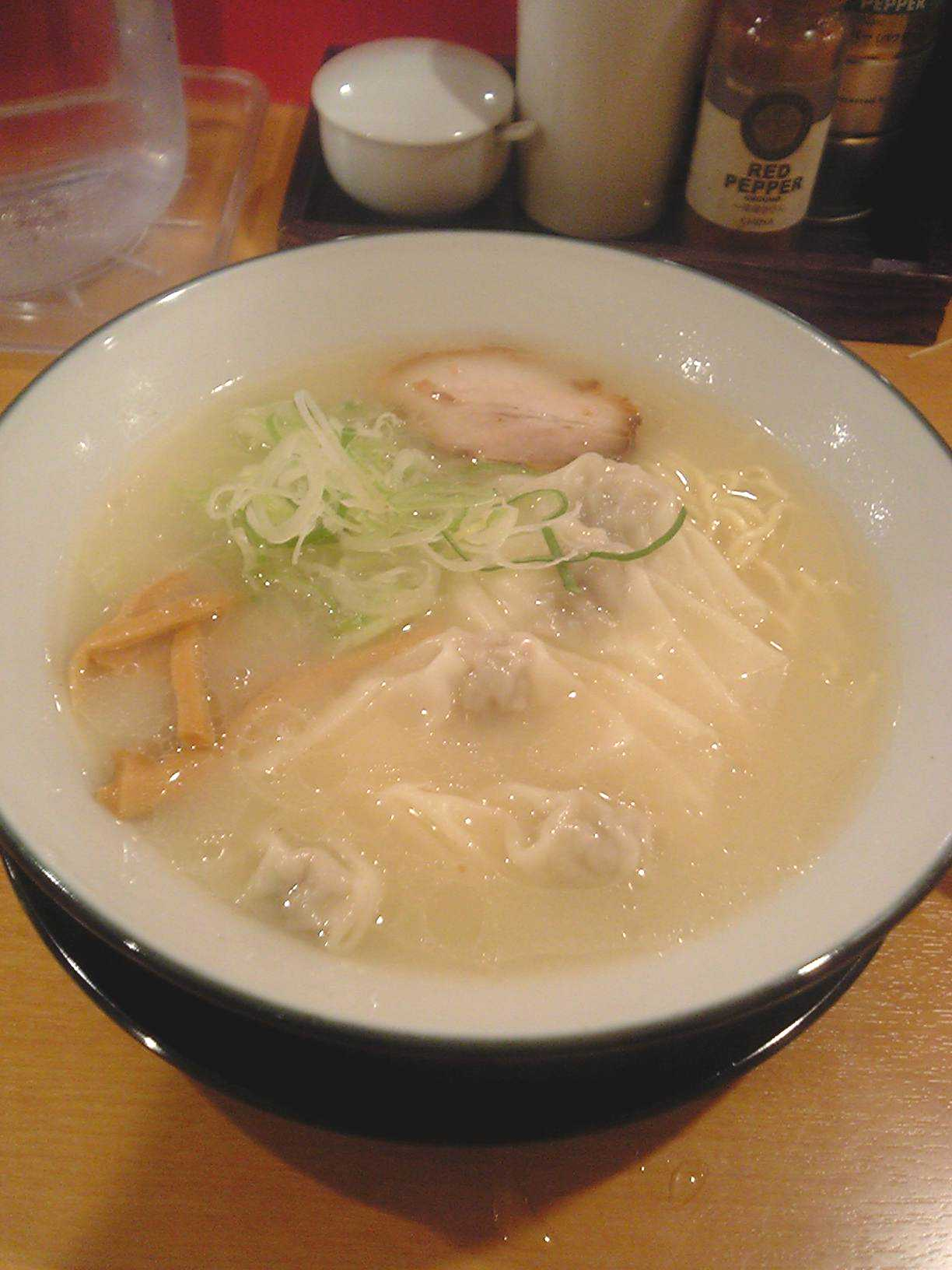
Вантан-рамэн
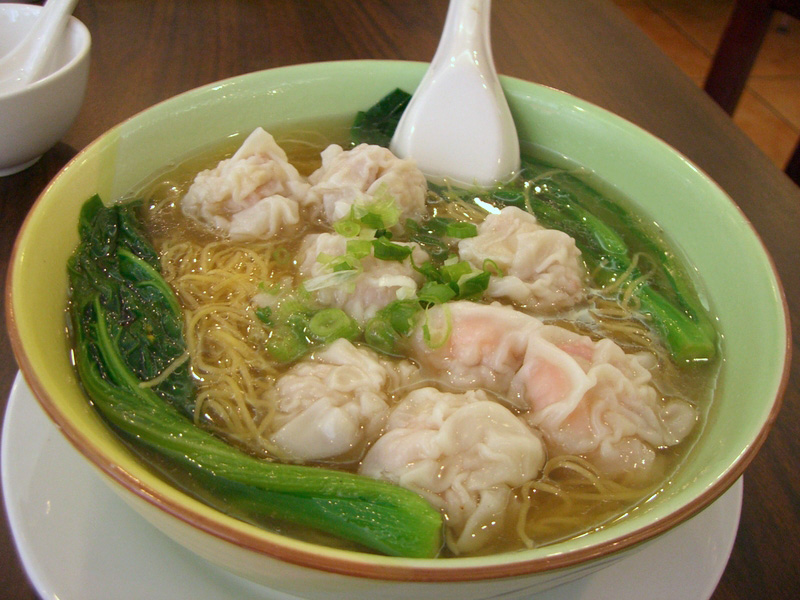
Вантан-мэн
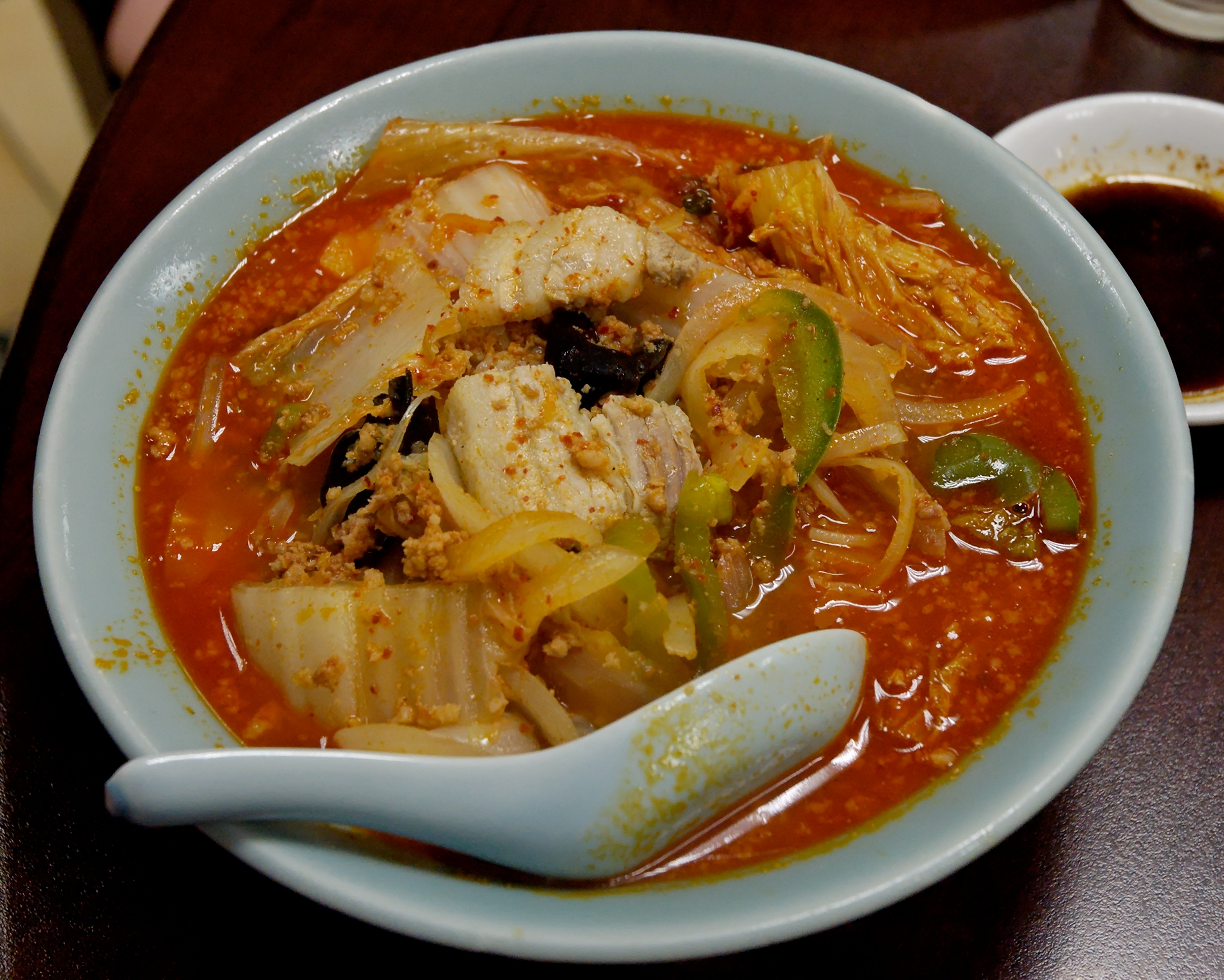
Кимчи-рамэн
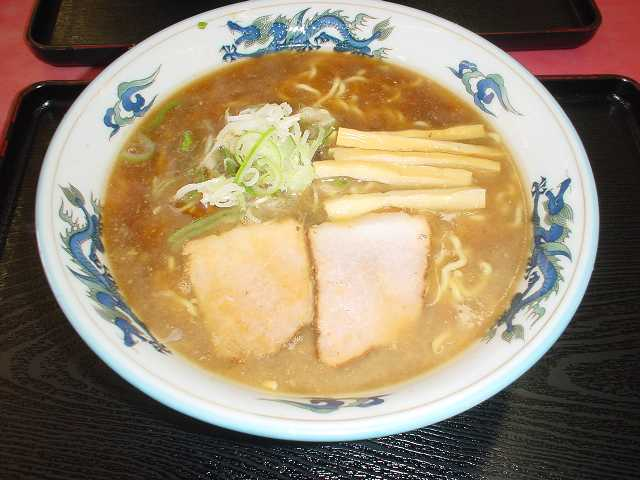
Асахикава-рамэн
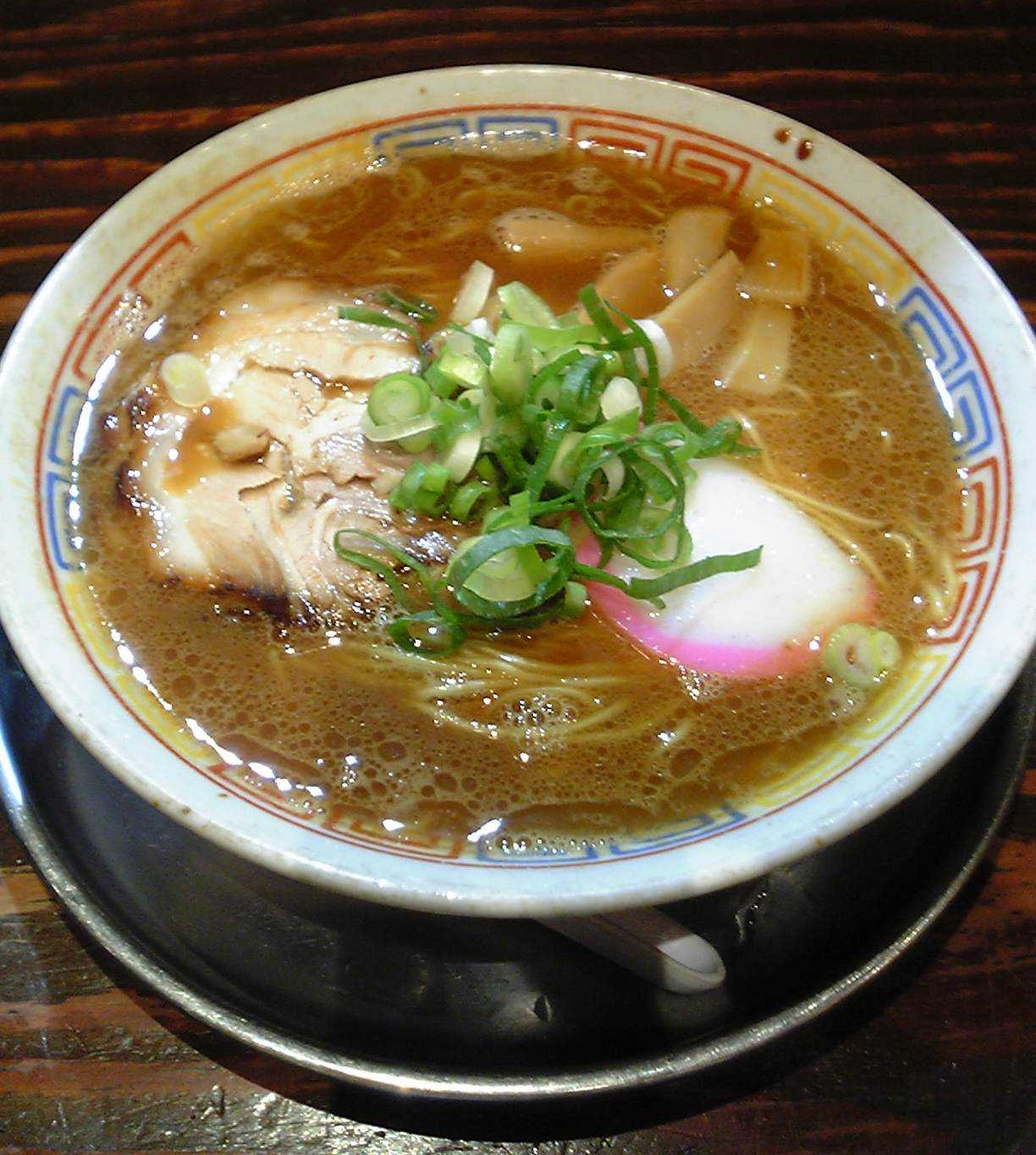
Вакаяма-рамэн
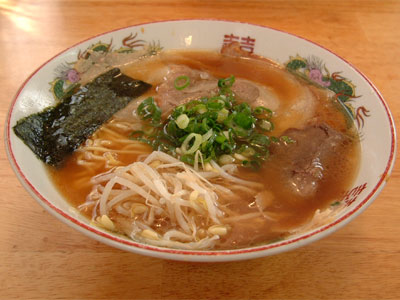
Бансю-рамэн
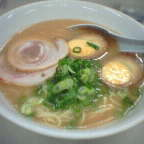
Окаяма-рамэн
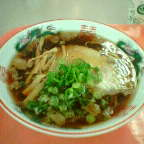
Ономити-рамэн
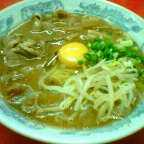
Токусима-рамэн
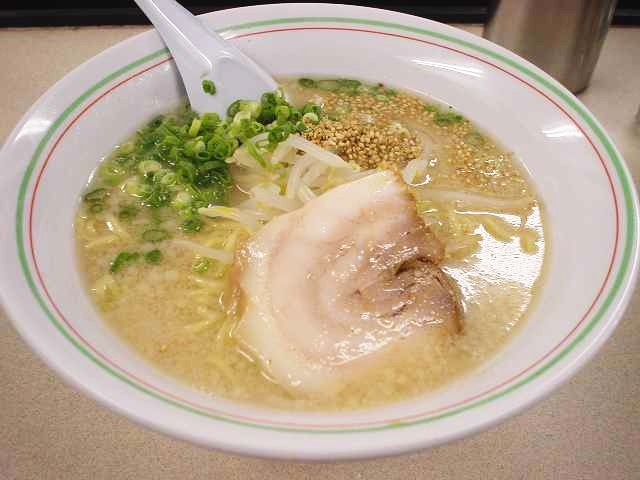
Хаката-рамэн
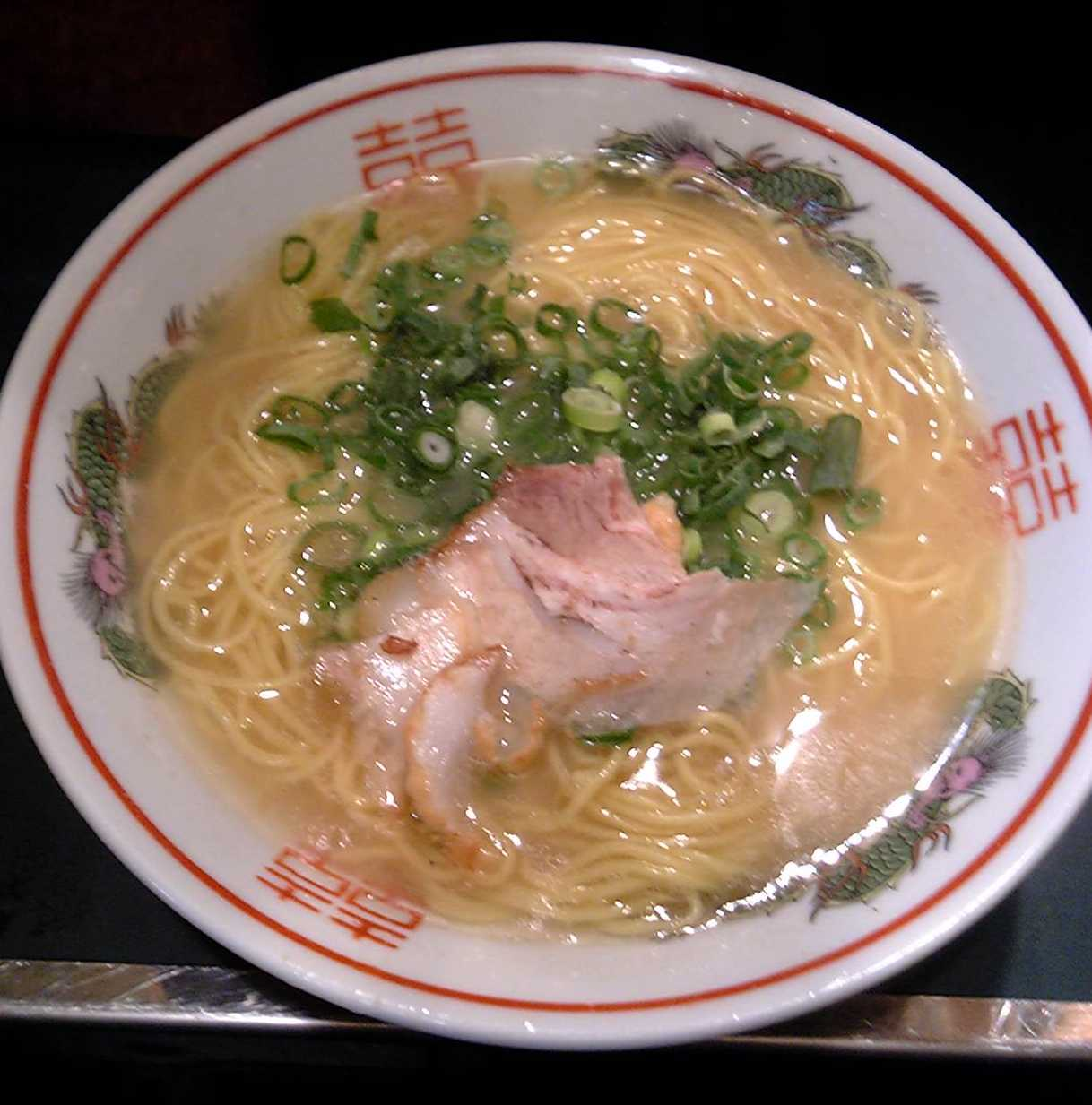
Хаката-рамэн
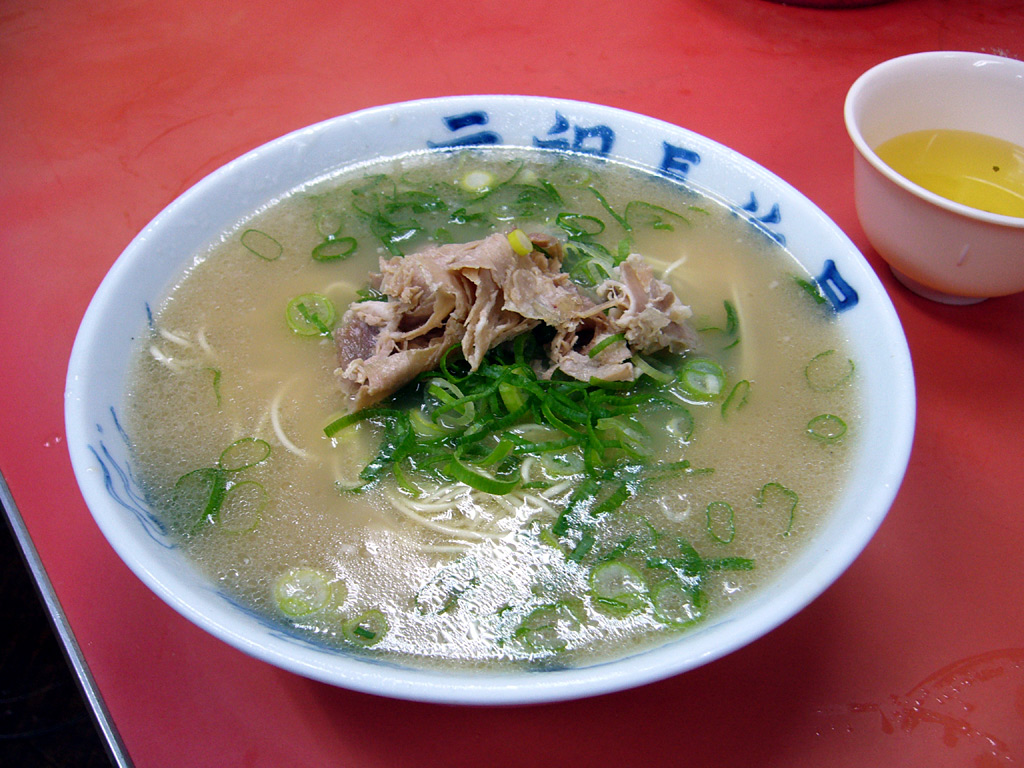
Нагахама-рамэн
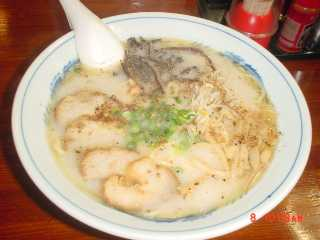
Кумамото-рамэн
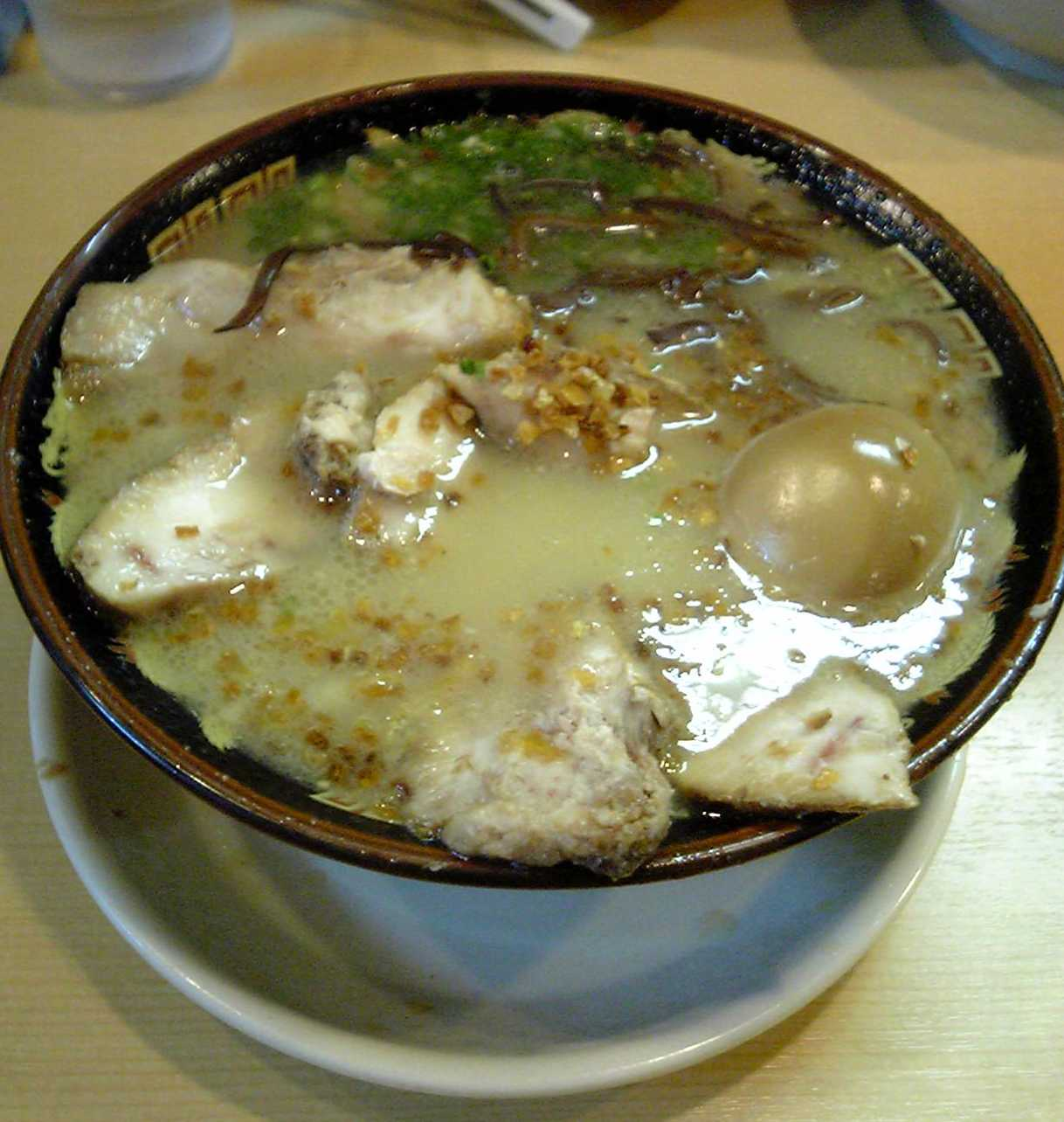
Кагосима-рамэн